# Артур (тауншип, округ Канейбек, Миннесота)
Артур (англ. Arthur) — тауншип в округе Канейбек, Миннесота, США. На 2000 год его население составило 1905 человек.

## География
По данным Бюро переписи населения США площадь тауншипа составляет 81,1 км², из которых 78,5 км² занимает суша, а 2,6 км² — вода (3,16 %).

## Демография
По данным переписи населения 2000 года здесь находились 1905 человек, 672 домохозяйства и 538 семей. Плотность населения —  24,3 чел./км². На территории тауншипа расположено 729 построек со средней плотностью 9,3 построек на один квадратный километр. Расовый состав населения: 96,64 % белых, 0,31 % афроамериканцев, 0,42 % коренных американцев, 0,58 % азиатов, 0,52 % — других рас США и 1,52 % приходится на две или более других рас. Испанцы или латиноамериканцы любой расы составляли 0,68 % от популяции тауншипа.
Из 672 домохозяйств в 38,7 % воспитывались дети до 18 лет, в 69,3 % проживали супружеские пары, в 7,4 % проживали незамужние женщины и в 19,9 % домохозяйств проживали несемейные люди. 14,6 % домохозяйств состояли из одного человека, при том 5,2 % из — одиноких пожилых людей старше 65 лет. Средний размер домохозяйства — 2,82, а семьи — 3,13 человека.
29,1 % населения — младше 18 лет, 7,2 % — в возрасте от 18 до 24 лет, 27,8 % — от 25 до 44, 25,0 % — от 45 до 64, и 10,8 % — старше 65 лет. Средний возраст — 37 лет. На каждые 100 женщин приходилось 103,3 мужчин. На каждые 100 женщин старше 18 приходилось 101,5 мужчин.
Средний годовой доход домохозяйства составлял 44 485 долларов, а средний годовой доход семьи —  50 192 доллара. Средний доход мужчин —  35 521  доллар, в то время как у женщин — 24 167. Доход на душу населения составил 18 506 долларов. За чертой бедности находились 4,2 % семей и 5,9 % всего населения тауншипа, из которых 5,2 % младше 18 и 7,5 % старше 65 лет.